# Adriana Fonseca
Adriana Fonseca Castellanos (Veracruz, Veracruz, Meksiko, 16. ožujka 1977.) je meksička glumica, a također i model.

## Biografija
Adriana je rođena 16. ožujka 1977. godine (premda postoje izvori prema kojima je rođena 1979.) u gradu Veracruzu, koji se nalazi u meksičkoj saveznoj državi Veracruz. Njezini roditelji su zubari Hugo Fonseca i Guillermina Castellanos. Sestra joj se zove Jacqueline, a brat Hugo.
Postala je uspješna glumica poznata po ulogama u telenovelama.

## Karijera
Osim u telenovelama, glumila je i u filmovima. U filmu La tregua utjelovila je lik Laure Avellanede. Hrvatskoj publici je najpoznatija po ulogama neuravnotežene djevojke Chachi u Ukletoj Mariani i Sandre Serrano Rudell u seriji Protiv vjetra i oluje.